# 日枝神社 (越谷市東町)
日枝神社（ひえじんじゃ）は、埼玉県越谷市の神社。

## 歴史
創建年代は不明である。ただ室町時代末期に四條村が成立した頃に創建されたものと推測される。「妙音院」が別当寺であった。妙音院は真言宗の寺院であったが、明治初期の神仏分離により、金剛寺に合併された。旧妙音院の境内は金剛寺の四条東墓地になっている。
明治初期、近代社格制度に基づく「村社」に列せられた。その際に「山王社」から「日枝大神社」に改称した。
1908年（明治41年）の神社合祀により、周辺の神社が合祀された。その際に合祀された「天神社」の境内に移転した。その後、河川改修や1923年（大正12年）の関東大震災などで移転や再建を繰り返し、最終的に現在地に移転したのは1987年（昭和62年）であった。

## 交通アクセス
- 吉川駅より徒歩18分。